# جاستن ميرفي (لاعب دوري الرغبي)
جاستن ميرفي (بالإنجليزية: Justin Murphy)‏ هو لاعب دوري الرغبي نيوزيلندي، ولد في 14 فبراير 1978 في سيدني في أستراليا.

## روابط خارجية
- جاستن ميرفي على موقع ItsRugby.co.uk (الإنجليزية)